# Massimo Vecchi
Massimo 'Max' Vecchi (Reggio Emilia, 30 dicembre 1970) è un bassista, cantautore e contrabbassista italiano.

## Biografia
All'età di sei anni, dimostrando una passione totale per qualsiasi cosa che emetta un suono, viene iscritto dalla madre al conservatorio Achille Peri di Reggio Emilia. Ma le regole di una scuola importante non fanno per lui al che comincia un pellegrinaggio alla ricerca della passione, cosa che Massimo trova al Cepam di Reggio Emilia grazie ad un grandissimo insegnante, Tiziano Bellelli, e poi affina al Cpm di Milano con il grandissimo e compianto Stefano Cerri.
Nel 1998, dopo 15 anni di esperienze musicali, viene contattato da Cico Falzone, chitarrista del gruppo musicale dei Nomadi, che lo invitò ad entrare nel gruppo; Massimo diviene così bassista e seconda voce della band, ruolo che mantiene tuttora. Nel 2010, grazie ad un amico in comune, conosce 4 musicisti con tanta voglia di comunicare la loro musica, nascono così i Manoloca & Massimo Vecchi. All'attivo hanno pubblicato 2 album in studio: Lontano dal Cerchio (2011) e Mostro Fragile (2014)

## Discografia

### Con iNomadi
- 1998 - Una storia da raccontare (CGD)
- 1999 - SOS con rabbia e con amore (CGD)
- 2000 - Liberi di volare (CGD)
- 2002 - Amore che prendi amore che dai (CGD)
- 2003 - Nomadi 40 (CGD)
- 2004 - Corpo estraneo (Atlantic)
- 2006 - Con me o contro di me (Atlantic)
- 2007 - Nomadi & Omnia Symphony Orchestra live 2007 (Atlantic)
- 2009 - Allo specchio (Warner Music)
- 2010 - Raccontiraccolti (Warner Music)
- 2011 - Cuore vivo (Segnali Caotici)
- 2012 - Terzo tempo (Edizioni e Produzioni i Nomadi)
- 2014 - Nomadi 50+1 (Edizioni e Produzioni i Nomadi)
- 2015 - Lascia il segno (Edizioni e Produzioni i Nomadi)
- 2017 - Nomadi Dentro (Edizioni e Produzioni i Nomadi)
- 2018 - Nomadi 55 - Per tutta la vita (Edizioni e Produzioni i Nomadi)
- 2019 - Milleanni (Edizioni e Produzioni i Nomadi)
- 2021-Solo esseri umani (BMG)
- 2023 - Cartoline da qui  (BMG)

### Con i Manoloca
- 2012 - Lontano dal cerchio (Segnali Caotici)
- 2014 - Mostro Fragile (Edizioni e Produzioni i Nomadi)

### Produttore artistico
- 2010 - AKRAM - Solo di notte
- 2012 - AKRAM - Carpe diem - (Nuova Santelli Music)
- 2015 - AKRAM - Differenze - Singolo suonato insieme a Lorenzo Patrix Duenas (bassista di Edoardo Bennato) contro ogni forma di razzismo e dedicato al grande esodo delle popolazioni dell'Africa del nord. Presentato ufficialmente al FIM Fiera Internazionale della Musica di Genova 2015.
- 2021 - PELLICANE - Siamo liberi - Edizioni Musicali Rosso Blu S.r.L.